# 斯蒂洛
斯蒂洛（義大利語：Stilo），是意大利雷焦卡拉布里亚省的一个市镇。总面积78.49平方公里，人口2746人，人口密度35.0人/平方公里（2009年）。ISTAT代码为080092。意大利哲学家托马索·康帕内拉生于此地。